# Saj-völgyi-patak
A Saj-völgyi-patak a Cserhátban ered, Vanyarc délnyugati határában, Nógrád vármegyében, mintegy 230 méteres tengerszint feletti magasságban. A patak forrásától kezdve délkeleti irányban halad, majd Vanyarc településtől délre éri el a Vanyarci-patakot.
A Saj-völgyi-patak vízgazdálkodási szempontból a Zagyva Vízgyűjtő-tervezési alegység működési területét képezi.

## Part menti település
- Vanyarc